# Marco Aurelio Moreira
1. WEITERLEITUNG Marco Aurélio Moreira